# Sainte-Croix-Hague
Sainte-Croix-Hague ist eine Ortschaft und eine ehemalige französische Gemeinde mit 828 Einwohnern (Stand: 1. Januar 2022) im Département Manche in der Region Normandie. Sie gehörte zum Arrondissement Cherbourg und zum Kanton La Hague.
Mit Wirkung vom 1. Januar 2017 wurde die bisherige Gemeinde Sainte-Croix-Hague mit den übrigen 18 Gemeinden der ehemaligen Communauté de communes de la Hague zu einer Commune nouvelle mit dem Namen La Hague zusammengeschlossen und verfügt in der neuen Gemeinde über den Status einer Commune déléguée. Der Verwaltungssitz befindet sich im Ort Beaumont-Hague.

## Lage
Nachbarorte von Sainte-Croix-Hague sind Branville-Hague im Nordwesten, Urville-Nacqueville im Nordosten, Cherbourg-en-Cotentin und Tonneville im Osten, Flottemanville-Hague und Acqueville im Südosten, Vasteville im Süden, Biville im Südwesten und Vauville und Beaumont-Hague im Westen.

## Bevölkerungsentwicklung
| Jahr      | 1962 | 1968 | 1975 | 1982 | 1990 | 1999 | 2008 | 2015 |
| --------- | ---- | ---- | ---- | ---- | ---- | ---- | ---- | ---- |
| Einwohner | 332  | 333  | 333  | 477  | 608  | 608  | 724  | 860  |

## Sehenswürdigkeiten

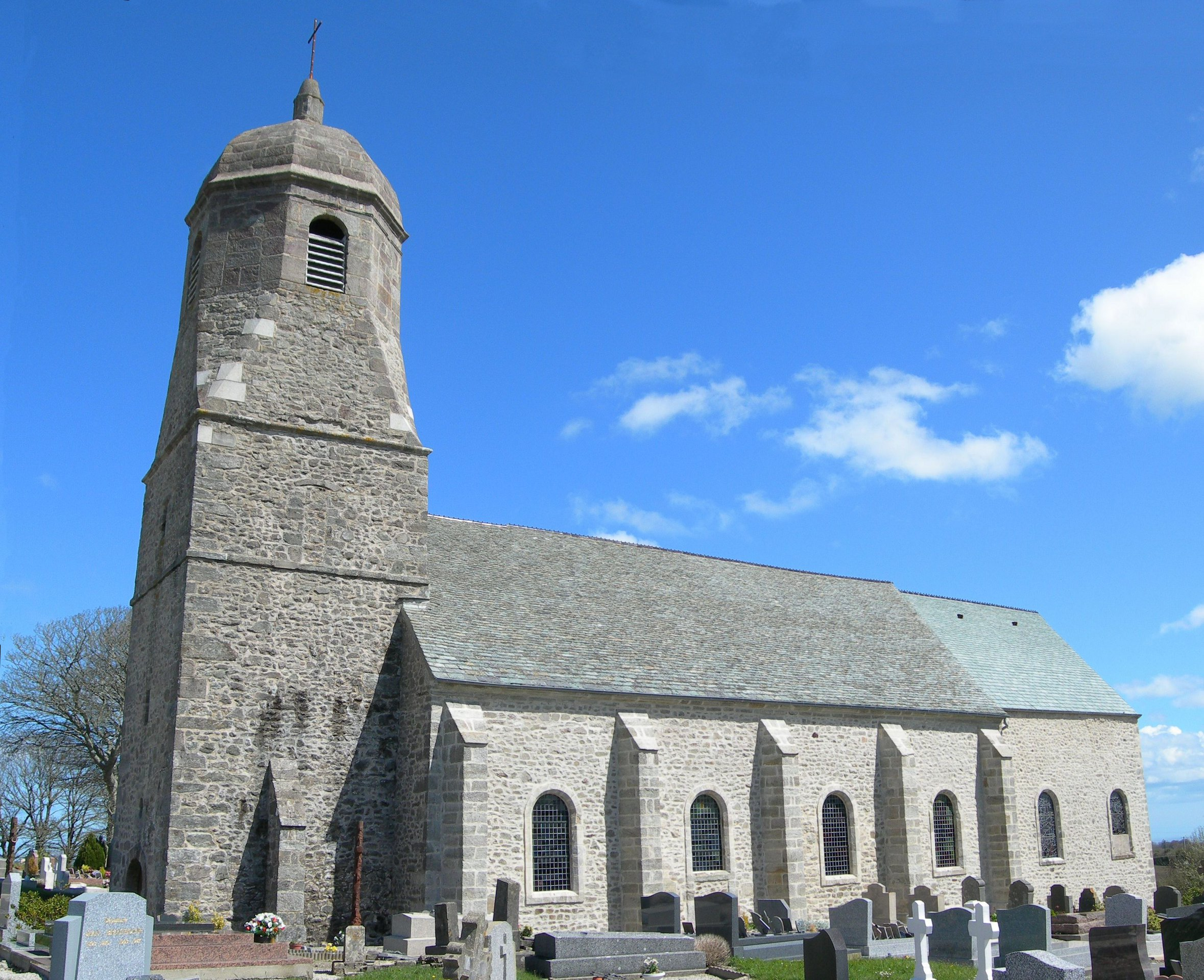
Kirche Sainte-Croix

- Kriegerdenkmal
- Kirche Sainte-Croix